# 金武星
金武星（김무성，1951年9月20日—）、大韓民国政治家。韩国国会議員（第15代・第16代・第17代・第18代・第19代・第20代）。朴槿惠总统所属政党新世界党的前党首，在2012年韩国总统选举中作为该党的選举对策委員会总括本部長，为朴槿惠助選。2014年7月在全党大会上被选为第2任党代表。2016年4月总选举惨败辞职。12月退出新国家党，与黄永哲、郑柄国、刘承旼等创建正党。
演員高允是他的兒子。

## 履历
- 漢陽大学经营学科毕业
- 高麗大学校经营大学院进修
- 高麗大学校政策大学院最高位政策過程进修
- 1976年进入东海制钢
- 1982年三同产业常务
- 民族问题研究所创立理事
- 参与民主化推进协议会创立
- 民主化推进协议会特别委员会副委员长、民推协同支会共同代表
- 1987年 大韩民国第13届总统选举 金泳三候选人选举对策本部财政局长
- 统一民主党总务局长
- 大韩民国国会行政室室长、机调室次长
- 民主自由党议事局局长
- 民主自由党议员局长
- 1992年 金泳三大韩民国总统候选人拥戴委员会总管局长
- 民主自由党金泳三大韩民国第14届总统选举候选人选举对策委员长
- 民主自由党金泳三大韩民国第14届总统选举候选人的政策辅佐官
- 1993年 大韩民国总统职务接管委员会行政室室长
- 1993年 青瓦台民政首席秘书官
- 1993年 青瓦台司政秘书官
- 1994年 第48任内务部次官
- 社团法人协会总裁
- 民主化推进协议会会长
- 中东高中建校100周年纪念事业推进委员会委员长
- 韩国议员外交协议会会长
- 2010年5月至2011年5月 大国家党院内代表
- 2012年 新世界党大韩民国党代表朴槿惠第18届总统选举候选人的选举对策本部长
- 2013年7月20日 6.25参战功臣釜山广域市支会顾问
- 2014年就任新世界党最高委员党代表
- 2016年辞去党代表

- 選区及所属政党
  - 第15代国会議員（釜山市南区乙）新韓國黨→大国家党
  - 2000年5月至2004年5月 第16届国会議員（釜山市南区乙）大国家党
  - 2004年5月至2008年5月 第17届国会議員（釜山市南区乙）大国家党
  - 2008年5月至2012年5月 第18届国会議員（釜山市南区乙）無党籍→大国家党
  - 2013年4月至 第19届国会議員（釜山市影岛区）新世界党
- 国会所属委員会
  - 第15届国会：建設交通委員会、予算決算特別委員会、財政经济委員会、農林海洋水産委員会委員
  - 第16届国会：国会運营委員会、法制司法委員会、行政自治委員会委員
  - 2004年 第17届国会：財政经济委員会委員長、統一外交通商委員会委員
  - 2010年6月 第18届国会：運营委員会委員長、国防委員会、法制司法委員会、情報委員会委員
  - 2013年4月至2014年5月 第19届国会：国土交通委员会委员
  - 2014年6月至 第19届国会:农林海洋水产委员会委员

来源：. 大韓民国憲政会.   [2014-07-17]. （原始内容存档于2015-09-24）.

## 爭議
被認為有可能2017年代表新世界黨參選總統的金武星，因戲稱1名非洲學生的膚色有如黑炭，而引起眾怒，後來道歉。他因失言招致公眾批評，而表示歉意。他說：「我實在抱歉，沒有任何辯解，我發自內心深處地誠懇道歉。」金武星當時邊笑邊對1名奈及利亞學生說：「你的臉看起來和煤球的顏色一樣。」

## 脚注
1. ↑  .   [2017-02-13]. （原始内容存档于2019-07-01）.
2. ↑  . KBSワールドラジオ. 2014-07-14  [2014-07-16]. （原始内容存档于2014-07-25）.
3. ↑  . The Korea Herald. July 14, 2014. （原始内容存档于2015-02-09）.
4. ↑  . KBS 뉴스.   [2023-07-12]. （原始内容存档于2023-07-09） （韩语）.
5. ↑  笑非洲人黑得像煤球 韓總統參選人道歉 （页面存档备份，存于） 2015-12-19 中央通訊社